# Karthik Venkataraman
Dans ce nom indien, Venkataraman est le nom du père et Karthik est le nom personnel.
Karthik Venkataraman est un joueur d'échecs indien né le 22 décembre 1999 à Vellore, champion d'Inde en 2023.
Au 1er juillet 2023, il est le 29e joueur indien avec un classement Elo de 2 565 points.

## Biographie et carrière
Karthik Venkataraman finit cinquième championnat du monde d'échecs junior en 2016. Il est grand maître international depuis 2018.
En 2022, il finit septième du championnat d'Asie d'échecs individuel avec 6,5 points sur 9.
En janvier 2023, il remporte le championnat d'Inde d'échecs en cadence normale avec 10 points sur 13 sans perdre une partie (sept gains, six nulles).
En avril 2023, il finit 1er-4e ex aquo du deuxième Sunway Formentera Open (2023) avec 7 points sur 10.
En juillet 2023, il finit deuxième du tournoi fermé de Dortmund
Il est qualifié pour la Coupe du monde d'échecs 2023 se tenant en juillet et août 2023 à Bakou.